# Tone Partljič
Tone Partljič slovenski pisatelj, dramatik, predmetni učitelj, scenarist, politik, komediograf  * 5. avgust 1940, Maribor, Slovenija.

## Življenje
Rodil se je v Mariboru. Prve mesece svojega življenja je preživel v Hočah. Že leta 1940 se je družina preselila v Pesnico pri Mariboru, kjer je oče dobil službo na železnici. Osnovno šolo je obiskoval v domačem kraju. Šolanje je nadaljeval na nižji gimnaziji v Mariboru, po maturi leta 1960 je bil poslan v občino Radlje ob Dravi za učitelja. Poučeval je v Brezovcu (zdaj Sveti Trije kralji) pri Radljah, Ribnici na Pohorju, Vuzenici in na Sladkem Vrhu. Diplomiral je iz angleškega in slovenskega jezika na Mariborski pedagoški akademiji leta 1965. Leta 1971 je postal dramaturg v Drami Slovenskega narodnega gledališča Maribor. Leta 1987 je prevzel umetniško vodstvo MGL in leta 1991 vodstvo SNG Drame Ljubljana.
Dvanajst let je bil poslanec Državnega zbora Republike Slovenije; od leta 1992 kot poslanec Liberalne demokracije Slovenije. Čeprav je deloval kot politik, je ostal pisatelj. Izjavil je: "Moja duša in moje srce nista za mikrofonom, ampak za pisalnim strojem".-Bil je predsednik društva Bralne značke Slovenije in strokovne žirije za nagrado večernica, sodeloval pa je tudi pri Borštnikovem srečanju v Mariboru.
V Pesnici pri Mariboru je po njem poimenovana kulturna dvorana.
Njegova hči je dramska igralka Mojca Partljič, igralka je prav tako vnukinja Urška Taufer. Nečak je kulturnik in ljubiteljski zgodovinar Matjaž Partlič (znan tudi po vlogi Tinčka v filmu Moj ata, socialistični kulak). 

## Delo
Z literaturo in pisanjem se je Tone Partljič začel ukvarjati v šestdesetih letih. Njegova dela so črtice, novele, romani in dramska dela. Pisal je kratko prozo in romane. Izdal je več zbirk humorističnih in satiričnih besedil ter otroških spominskih črtic v knjigah. 

### Komedije
Partljičeve satirične igre so večkrat uprizorili in režirali; leta 1987 so premierno predvajali film Moj ata, socialistični kulak, ki ga je režiral Matjaž Klopčič.
Komedije zajemajo snov iz okolja. V Kulaku opisuje nasilno kolektivizacijo kmetijstva v času, ko si je mali kmet obetal, da bo na svojem gospodar, kar so mu tudi obljubljali in ga, kakor vedno prej in ga bodo tudi v bodoče zavedli. V Ščukah je okolje radijski kolektiv, v katerega v času, ko obstaja veliko nesorazmerje med deklariranim poslušanjem malega človeka in spretnim usmerjanjem množic, prispe pripravnik in kasnejši urednik, ki na lastni koži občuti razliko med teorijo in prakso samoupravljanja. Občuti jo tako on, kot tudi vsi njegovi sodelavci. Le da oni to vedo že od prej, zato se bistveno bolj trudijo za položaj in privilegije.
Prve knjižno izdane komedije so bile politično obarvane; Politika, bolezen moja in Gospa poslančeva sta bili uprizorjeni leta 1996. Kasneje je postal žanr komedij širši.

### Mladinska književnost
Za mladino je napisal zbirko kratkih proz ali spominskih črtic Hotel sem prijeti sonce. Za osnovnošolce je napisal črtice z naslovom Slišal sem, kako trava raste in krajšo pripoved o mlajši deklici, z naslovom Maša in Tjaša.

### Motivi v dramatiki
Partljič v svojih delih večkrat omenja Cankarjeve učitelje. Pogosto se sklicuje na svoje znanje o NOB - ju. Tudi kmetijstvo in kmetje niso redko prisotni motivi njegovih del.

### Izhodišča njegovega pisanja
Pogosto se jasno vidi, da dramatik Tone Partljič prične z etično in deloma cankarjansko prizadetostjo o povojnem dogajanju. Zelo uspešno uporablja tudi svoje opazne avtobiografske prvine, s tem je dokazal, da kljub temu, da so bili v otroštvu revna in neizobražena družina pa mu je vseeno uspelo pokazati, da temu ni tako. S svojim znanjem je dokazal, da preteklost ni pomemben del prihodnosti.  

### Dramatika
- Ribe na plitvini, MGL (1968)
- Naj poje čuk, Primorsko dramsko gledališče Nova Gorica (1971)
- Tolmun in kamen, Prešernovo gledališče Kranj (1972)
- Ščuke pa ni, Slovensko narodno gledališče Maribor (1973)
- Oskubite jastreba, Slovensko narodno gledališče Maribor (1977)
- Nekoč in danes, monodrama (1979)
- Za koga naj še molim?, Slovensko narodno gledališče Maribor (1980)
- Taki ste, take smo (1980)
- Nasvidenje nad zvezdami, Mestno gledališče ljubljansko (1981)
- O, ne, ščuke pa ne, Slovensko narodno gledališče Maribor (1982)
- Moj ata, socialistični kulak, Slovensko narodno gledališče Maribor (1983)
- Sekretar za humor, Slovensko narodno gledališče Maribor (1984)
- Rdeče in sinje med drevjem, Neuprizorjeno. V knjigi ZO Maribor (1985)
- Justifikacija, Mestno gledališče ljubljansko (1986)
- Ščuka, da te kap, Slovensko ljudsko gledališče (1987)
- Pesnikova žena prihaja, Mestno gledališče ljubljansko (1989)
- Deni me kot pečat na svoje srce (1990)
- Moj deda, socialistični mrtvak (1991)
- Štajerc v Ljubljani (1995)
- Politika, bolezen moja (1996)
- Gospa poslančeva (1996)
- Komedije (1997)
- Maister in Marjeta (1998)
- Čistilka Marija (1998)
- En dan resnice (1999)
- Krivica boli (1999)
- Čaj za dve (2001)
- Edelweis ali Denis in Ditka (2001)
- Izbrane komedije (2003)
- Poroka čistilke Marije (2006)
- Zveze in partnerstva (2007)
- Za nacionalni interes (2007)
- Aldo in Micika (2012)
- Dve komediji in pekrska gledališka zgodba (2023)

### Proza

#### Za odrasle
- Nikoli ne glej za pticami, Mladinska knjiga (1967) (COBISS)
- Jalovost, Mladinska knjiga (1971) (COBISS)
- Volk na madridskih ulicah, Založba Obzorja (1974) (COBISS)
- Nasvidenje nad zvezdami, Mladinska knjiga (1982) (COBISS)
- Pepsi ali provincialni donjuan, Založba Borec (1987) (COBISS)
- Rdeče in sinje med drevjem (1987) (COBISS)
- Kulturne humoreske, prosim, Prešernova družba (1988)(COBISS)
- Prelesti, prelesti, Mladinska knjiga (1990) (COBISS)
- Goool!: predvolilne humoreske, Liberalno demokratska stranka (1992) (COBISS)
- Mala, Prešernova družba (1992) (COBISS)
- Pri Mariji Snežni zvoni, Obzorja (1994) (COBISS)
- Starec za plotom, Obzorja (1995) (COBISS)
- Samo roko daj, Pisanica (1997) (COBISS)
- Pisatelj v parlamentu, Pisanica 1998) (COBISS)
- Usodna privlačnost, Pisanica (2001) (COBISS)
- Kampanja, Prešernova družba (2002) (COBISS)
- Golaž, reka in mostovi, Pisanica (2003) (COBISS)
- Grob pri Mariji Snežni, Pisanica (2005) (COBISS)
- Hvala vam, bogovi, za te blodnje, Litera ( 2010)
- Pasja ulica, Litera (2013)
- Sebastjan in most, Beletrina (2014)
- Nebesa pod Pohorjem, Litera (2016)
- Ljudje iz Maribora, Beletrina (2017)
- Ne bom jih pozabil, Litera (2018)
- Pesnica, Beletrina (2019)
- Ljudje z otoka, Beletrina (2021)
- Strnišča. Zgodbe o otrocih in vojni, Pivec (2022)
- Veter z vzhoda, Beletrina (2023)
- Pesniški Dvor (2024)

#### Za mladino
- Hotel sem prijeti sonce, Mladinska knjiga (1981) (COBISS)
- Slišal sem, kako trava raste, Mladinska knjiga (1990) (COBISS)
- Dupleška mornarica, Pisanica (1996) (COBISS)
- Maša in Tjaša, Prešernova družba (1999) (COBISS)
- General: deset črtic o Rudolfu Maistru, Karantanija (2006) (COBISS)

### Televizijske igre
- Mama umrla stop, RTV Ljubljana (1974)
- O težavah s Kalmanovim truplom in neprimerni ljubezni med Frančekom in Gelo, RTV Ljubljana (1977)
- Ščuke pa ni, ščuke pa ne, TV nadaljevanka, RTV Ljubljana (1980)
- Odločitev (Ko poje čuk), TV igra, RTV Ljubljana (1980)
- Pasja pot (po noveli Dvojčka Prežihovega Voranca), RTV Ljubljana (1983)
- Oblaki so rdeči, TV nadaljevanka, RTV Ljubljana (1983)
- Pri Mariji Snežni zvoni, RTV Ljubljana (1990)
- Silvestrska sprava, TV komedija, RTV Ljubljana (2001)
- Slovenska vigred, TV komedija, RTV Ljubljana (2006)

### Filmska scenarija
- Moj ata, socialistični kulak, Viba film (1987)
- Vdovstvo Karoline Žašler, Viba film (1976)

### Gledališke režije
- Janez Trdina: Bajke in povesti, drama (SNG Maribor, 1984)

### Dramatizacije
- Kekec je pač Kekec (1974)
- Zločin na meji (1974)
- Vsem galjotom vile v vamp (1984)

### Komedije
- Čaj za dve
- Partnerska poroka
- Gospa poslančeva
- Politika, ljubezen moja

### Radijske igre
- Veličastna smrt dramskega in televizijskega igralca Vinka Kurenca, Radio Maribor (1979)
- Marjetice, Radio Maribor (1981)
- Nekoč in danes, monokomedija, RTV Ljubljana (1982)
- Rdeče in sinje med drevjem, RTV Ljubljana (1987)

### Zborniki
- Štirinajst (soavtor, 1967)
- Siti in lačni Slovenci (soavtor, 1969)
- Skupaj (soavtor, 1973)
- Slovenski narod in slovenska kultura (soavtor, 1985)

## Nagrade za literarni opus
- nagrada Prešernovega sklada za satirično komedijske igre (1980)
- Levstikova nagrada za knjigo Hotel sem prijeti sonce (1982)
- Grumova nagrada za dramo Moj ata, socialistični kulak (1984)
- Glazerjeva nagrada mesta Maribor za življenjsko delo na področju kulture (2006)
- Prešernova nagrada za življenjsko delo (2016)

-Častni občan
- občina Pesnica (1998)
- občina Ribnica na Pohorju (2009)
- mestna občina Maribor (2021)

Odlikovanja
Zlati red za zasluge Republike Slovenije (2006)

## Politično delo
Leta 1992 je bil izvoljen v 1. državni zbor Republike Slovenije; v tem mandatu je bil član naslednjih delovnih teles:
- Komisija za narodni skupnosti,
- Komisija za žensko politiko (od 6. oktobra 1994),
- Odbor za kulturo, šolstvo in šport,
- Odbor za mednarodne odnose (od 6. oktobra 1994) in
- Odbor za zdravstvo, delo, družino in socialno politiko.